# Scambicornus pectinis
Scambicornus pectinis is een eenoogkreeftjessoort uit de familie van de Synapticolidae. De wetenschappelijke naam van de soort is voor het eerst geldig gepubliceerd in 1990 door Ho & I.H. Kim.